# Вода Донбасу
КП «Компанія «Вода Донбасу» — комунальне підприємство зі штаб-квартирою в місті Слов'янськ Донецької області, яке здійснювало видобуток, розподіл, транспортування, постачання води та водовідведення в Донецькій області.

## Історія
У 1930 році створено «Донбасводтрест» із центрального водопостачання Донецької, Ворошиловградської та частково Ростовської і Дніпропетровської областей. У 1970 році «Донбасводтрест» та підприємства «Кривбаспромводопостачання» об'єднано в єдиний трест «Укрчорметпромводопостачання». У 1975 році наказом Мінчормету УРСР від 21.05.75 р. №275 створено виробниче об'єднання з водопостачання Донбасу і Кривбасу «Укрпромводчормет». У 1996 році наказом Міністерства промисловості України від 01.08.96 р. №142 виробниче об'єднання по водопостачанню Донбасу і Кривбасу «Укрпромводчормет» перейменовано в Державне виробниче підприємство по зовнішньому централізованому водопостачанню «Укрпромводчормет». У 2007 році майновий комплекс ДПП «Укрпромводчормет» переданий в обласну комунальну власність шляхом створення комунального підприємства «Компанія «Вода Донбасу». У 2008 році до складу компанії ввійшло КП «Донецькоблводоканал».
16 квітня 2025 року окупаційний гауляйтер Донеччини Денис Пушилін оголосив, що підписав розпорядження щодо передачі контролю активів КП «Вода Донбасу» на окупованій росіянами території компанії «Донбастеплоенерго» через невирішення проблем з водопостачанням.

## Структура
- Регіональні виробничі управління: Донецьке, Маріупольське, Покровське, Слов'янське, Часовоярське;[3]
- Виробничі управління водопровідно-каналізаційного господарства: Авдіївське, Амвросіївське, Волноваське, Горлівське, Добропільське, Докучаєвське, Старобешівське, Дружківське, Єнакіївське, Дебальцевське, Кіровське, Костянтинівське, Лиманське, Макіївське, Мирноградське, Селидівське, Новогродівське, Сніжнянське, Тельманівське, Новоазовське, Торезьке, Торецьке, Харцизьке, Шахтарське;[4]
- Інформаційно-обчислювальний центр;[5]
- Регіональне управління по експлуатації каналу;[6]
- Управління «Донбасводоремонт»;[7]
- Центральна контрольно-дослідницька проектно-вишукувальна водна лабораторія;[8]
- Центральні ремонтно-механічні майстерні.[9]